# حلقه‌های کاغذی
«حلقه‌های کاغذی» (انگلیسی: Paper Rings) ترانه‌ای از تیلور سوئیفت، خواننده-ترانه‌سرای آمریکایی، از هفتمین آلبوم استودیویی او، معشوق (۲۰۱۹) است. این ترانه که به‌دست سوئیفت و جک آنتونوف نوشته و تهیه شده است، یک ترانه متأثر از راک است که سبک‌های موسیقی رترو پاپ و راک مانند پاپ پانک، بابلگام، موج نو و راکابیلی را ترکیب می‌کند. اشعار ترانه به اعترافات عاشقانه‌ای می‌پردازد که دغدغه‌های مادی‌گرایانه را نادیده می‌گیرد. شخصیت سوئیفت به معشوقه‌اش می‌گوید که با وجود علاقه‌اش به «چیزهای درخشان»، به‌وسیلهٔ حلقه‌های کاغذی هم با او ازدواج خواهد کرد.
منتقدان موسیقی به‌طور کلی آهنگسازی جذاب و پر جنب و جوش و تِم بانشاط این ترانه را ستودند، اما تعداد کمی این قطعه را ناامیدکننده می‌دانستند. «حلقه‌های کاغذی» در استرالیا، کانادا، اسکاتلند، سنگاپور و ایالات متحده وارد جدول شد و در استرالیا و بریتانیا گواهی‌نامه فروش دریافت کرد. سوئیفت در کنسرت تور دوره‌ها در مینیاپولیس در تاریخ ۲۳ ژوئن ۲۰۲۳، «حلقه‌های کاغذی» را به عنوان «ترانه‌ای غافلگیرکننده» اجرا کرد.